# Torfou (Essonne)
Torfou – miejscowość i gmina we Francji, w regionie Île-de-France, w departamencie Essonne.
Według danych na rok 1990 gminę zamieszkiwały 214 osoby, a gęstość zaludnienia wynosiła 61 osób/km² (wśród 1287 gmin regionu Île-de-France Torfou plasuje się na 984. miejscu pod względem liczby ludności, natomiast pod względem powierzchni na miejscu 784.).